# 존 리질리
존 리질리(John Huntington Rea, 1909년 9월 6일 ~ 1968년 1월 18일)는 미국의 배우, 영화배우, 텔레비전 배우이다.

## 영화
- 지상 최대의 쇼 (1952년)
- 라스트 아웃포스트 (1951년) - 샘 맥쿼드 역
- 세계가 충돌할 때 (1951년)
- 푸른 면사포 (1951년)
- 젊은이의 양지 (1951년)
- 정글보이 봄바 3 (1950년)
- 보더 인시던트 (1949년)
- 원스 모어 마이 다링 (1949년)
- 럭셔리 라이너 (1948년)
- 포제스트 (1947년)
- 투 가이스 프럼 밀워키 (1946년)
- 명탐정 필립 (1946년)
- 해병의 자부심 (1945년)
- 헐리우드 캔틴 (1944년)
- 노던 퍼슈트 (1943년)
- 데스티네이션 도쿄 (1943년)
- 에어 포스 (1943년)
- 만찬에 온 사나이 (1942년)
- 네이비 블루스 (1941년)
- 캐슬 온 더 허드슨 (1940년)
- 그들은 밤에 달린다 (1940년)
- 나치 스파이의 고백 (1939년) - 아미 호스피틀 클러크 역
- 포효하는 20년대 (1939년)
- 하드 투 겟 (1938년)
- 고잉 프레이스 (1938년)
- 화이트 배너스 (1938년)
- 데이 원트 포겟 (1937년) - 보이 인 풀 룸 역
- 잠수함 D-1 (1937년)